# Oxalis impatiens
Oxalis impatiens é uma espécie de planta do gênero Oxalis e da família Oxalidaceae. 

## Taxonomia
A espécie foi descrita em 1829 por José Mariano de Conceição Vellozo. 
O seguinte sinônimo já foi catalogado:  
- Oxalis acutifolia  Progel

## Forma de vida
É uma espécie terrícola, herbácea e subarbustiva. 

## Descrição
| Raiz               | Raiz                                       |
| ------------------ | ------------------------------------------ |
| tipo               | fibrosa                                    |
| Caule              |                                            |
| tipo               | haste                                      |
| Folha              |                                            |
| disposição         | espiralada                                 |
| folíolo            | persistente                                |
| estípula           | ausente                                    |
| ápice              | inteiro agudo/inteiro acuminado            |
| pecíolo            | piloso                                     |
| raque foliar       | ausente                                    |
| superfície adaxial | glabra                                     |
| superfície abaxial | pilosa                                     |
| folíolo mediano    | estreitamente elíptico/lanceolado/elíptico |
| Inflorescência     |                                            |
| tipo               | dicásio                                    |
| pedúnculo          | piloso                                     |
| Flor               |                                            |
| pedicelo           | piloso                                     |
| sépala             | pilosa                                     |
| calosidade         | ausente                                    |
| corola             | amarela                                    |
| estigma            | sub capitado                               |
| óvulo              | 1                                          |
| Fruto              |                                            |
| lóculo             | glabro                                     |

## Conservação
A espécie faz parte da Lista Vermelha das espécies ameaçadas do estado do Espírito Santo, no sudeste do Brasil. A lista foi publicada em 13 de junho de 2005 por intermédio do decreto estadual nº 1.499-R. 

## Distribuição
A espécie é encontrada nos estados brasileiros de Espírito Santo e Rio de Janeiro. 
A espécie é encontrada no domínio fitogeográfico de Mata Atlântica, em regiões com vegetação de floresta ombrófila pluvial.